# قائمة الرموز الوطنية في لبنان
قائمة الرموز الوطنية في لبنان هي الأعلام الرسمية وغير الرسمية أو الأيقونات أو أشكال التعبير الثقافي التي ترمز أو تمثل أو تميز لبنان وثقافته.

## رمز
| عنوان          | اسم الرمز                         | الصورة |
| العلم الوطني   | علم لبنان                         |        |
| شعار النبالة   | شعار لبنان                        |        |
| النشيد الوطني  | النشيد الوطني اللبناني            |        |
| الزهرة الوطنية | بخور مريم لبناني                  |        |
| الطائر الوطني  | الفينش الآسيوي ذو الأجنحة الحمراء |        |
| الحيوان الوطني | الضبع المخطط                      |        |
| الطبق الوطني   | كبة                               |        |